# Charolles
Charolles är en kommun i departementet Saône-et-Loire i regionen Bourgogne-Franche-Comté i östra Frankrike. Kommunen ligger i kantonen Charolles som tillhör arrondissementet Charolles. Charolles är arrondissemangshuvudstad i franska departementet Saône-et-Loire.  År 2022 hade Charolles 2 789 invånare.
Traditionellt har här funnits tillverkning av fajans och efter industrialismens genombrott även kemikalier. Huvudstad i det forna landskapet Charolais.

## Befolkningsutveckling
Antalet invånare i kommunen Charolles
| Referens: INSEE |